# DU 84
 (décembre 2013).
,,
La DU 84 (Draisine Unifiée modèle 1984) est un engin moteur de SNCF Réseau spécialement aménagé pour le transport du personnel et du matériel.

## Description
Conçues par l'établissement industriel équipement de Brive-la-Gaillarde (devenu EIV Quercy-Corrèze), ces draisines sont équipées de grues hydrauliques Palfinger 7 t/m ou Marrel 18 t/m et peuvent remorquer trois wagons ou six remorques (tombereaux unifiés de 10 t) grâce à leur attelage tulipe. 
La vitesse maximale de l'engin est de 80 km/h en autonome et de 100 km/h en véhicule.

## Numérotation
La numérotation de l'engin se compose d'un premier chiffre indiquant le groupe auquel appartient la draisine suivi de trois chiffres qui correspondent au numéro d'ordre. 
Le groupe est déterminé en fonction de la puissance et de la masse de l'engin. Les DU 84 appartiennent pour la plupart au groupe 7.

## Caractéristiques techniques
Les DU 84 disposent d'un moteur Renault V.I. MIDS 06 20 45 de 150 kW (204 ch) couplé à une boite hydromécanique Voith 506 U+S. Deux types de transmission ont existé :
- les DU84C à transmission par chaîne avec réducteur Minerva (7.101 à 7.140) ;
- les DU84P à transmission par pont avec boite de transfert CV500 (7.141 à 7.219).

Les dispositifs de sécurité qui équipent ces draisines sont la veille automatique, la répétition des signaux, le dispositif d'arrêt automatique des trains et la radio sol train.
Pour compenser le faible poids aux essieux, les DU 84 sont munies de frotteurs à lames ou d'une boucle d'aide au shuntage.

## Machines particulières
Les draisines 6.601 à 6.603 sont les seules DU 84 qui appartiennent au groupe 6. Elles disposent d'un moteur Renault V.I. 06 02 12 de 120 kW (163 ch).